# Hernán Ramírez Ávila
Hernán Ramírez Ávila (* 1941 in Santiago de Chile) ist ein chilenischer Arzt (Dermatologe), Komponist und Musikpädagoge.

## Leben
Ramírez studierte nach dem Abschluss der Highschool zunächst ein Jahr Veterinärmedizin und dann Medizin an der Universidad de Chile. Er sang in seiner Kindheit im Schulchor, hatte Klavierunterricht und begann bereits im Alter von vierzehn Jahren zu komponieren. Er studierte dann parallel zu seinem Medizinstudium Komposition bei Carlos Botto, Fernando García und Gustavo Becerra-Schmidt, Klavier bei Lucila Césped, Flora Guerra und María Angélica Beláustegui und Harmonielehre bei Lucila Césped.
Seit den späten 1960er Jahren gehörte er der Asociación Nacional de Compositores, Chile (ANC) an. Ab 1975 lebte er in Viña del Mar. An der Musikschule der Universidad Católica de Valparaíso initiierte er 1985 einen Kompositionsworkshop, und an der Universidad de Playa Ancha hatte er später den Lehrstuhl für Grundlagen der Musik des 20. Jahrhunderts inne. 1992 wurde er korrespondierendes Mitglied der Academia Chilena de Bellas Artes.
Das kompositorische Werk Ramírez' umfasst tonale, atonale, serielle dodekaphonische und aleatorische Musik für die Genres Kammermusik, Symphonie, Chor und symphonischer Chor, und bis 2018 hatte er mehr als 185 Werke komponiert. Seine Werke wurden in Chile, Argentinien, Mexiko, Deutschland, Schottland, Spanien, der Tschechischen Republik und Frankreich aufgeführt und teils auch auf CD aufgenommen. Mehrere Preise gewann er bei Kompositionswettbewerben der Pontificia Universidad Católica de Chile. 